# 超・乃木坂スター誕生!
『超・乃木坂スター誕生!』（ちょう・のぎざかスターたんじょう!）は、2023年4月25日（24日深夜）から2025年3月11日まで日本テレビで放送されていた乃木坂46のバラエティ番組である。

## 概要
乃木坂46の5期生が『新・乃木坂スター誕生!』で引き続き「昭和歌謡」「平成の名曲」のヒットソングに挑戦とともに初となるコントにも挑戦する番組。
放送終了後、未公開映像を併せて「超・乃木坂スター誕生! 5期生の挑戦」のタイトルでHuluで配信。
2024年4月30日（29日深夜）、番組のエンディングで、シーズン2の放送決定が発表された。

## 超・乃木坂スター誕生! シーズン1
『超・乃木坂スター誕生!』（ちょう・のぎざかスターたんじょう!）は、2023年4月25日（24日深夜）から2024年2月20日（19日深夜）まで、日本テレビで放送されていた乃木坂46のバラエティ番組である。

### 出演者
司会 
- オズワルド（畠中悠・伊藤俊介）[1]

 出演 
- 乃木坂46
  - 5期生：五百城茉央、池田瑛紗、一ノ瀬美空、井上和、岡本姫奈[注 2]、小川彩、奥田いろは、川﨑桜、菅原咲月、冨里奈央、中西アルノ[1]

 ゲスト 
- アンゴラ村長（にゃんこスター） - 第10回[3]
- 柏木成彦（素敵じゃないか） - 第23回[4]
- 太朗（太鵬） - 第23回[4]
- さらば青春の光（森田哲矢、東ブクロ）- 第35回[5]

### 放送日程
| 回        | 放送日         | 放送内容 | 曲                                                        | 歌唱                                                                 | ノギスタスキッツ                      | 出演者                                                                   | 備考   |
| --------- | -------------- | --- | --------------------------------------------------------- | -------------------------------------------------------------------- | ------------------------------------- | ------------------------------------------------------------------------ | ------ |
| 1         | 2023年 4月25日 | コントに初挑戦!「バリバリ千葉魂」▽一ノ瀬&池田&五百城がドリカム「晴れたらいいね」▽サンボマスター「世界はそれを愛と呼ぶんだぜ」                            | サンボマスター『世界はそれを愛と呼ぶんだぜ』              | 出演者全員                                                           | バリバリ!千葉魂                       | 井上和、小川彩、奥田いろは、川﨑桜、冨里奈央、中西アルノ                 | [ 6 ]  |
| 1         | 2023年 4月25日 | コントに初挑戦!「バリバリ千葉魂」▽一ノ瀬&池田&五百城がドリカム「晴れたらいいね」▽サンボマスター「世界はそれを愛と呼ぶんだぜ」                            | DREAMS COME TRUE『晴れたらいいね』                        | 五百城茉央、池田瑛紗、一ノ瀬美空                                     | バリバリ!千葉魂                       | 井上和、小川彩、奥田いろは、川﨑桜、冨里奈央、中西アルノ                 | [ 6 ]  |
| 2         | 5月2日         | 一ノ瀬&池田&奥田がコント「スーパー萌えコレモデル・アンミク」▽五百城&奥田が奥田民生「さすらい」▽菅原&中西のポルノグラフィティ「アポロ」                   | 奥田民生『さすらい』                                      | 五百城茉央、奥田いろは                                               | スーパー萌えコレモデル・アンミク      | 池田瑛紗、一ノ瀬美空、奥田いろは                                         | [ 7 ]  |
| 2         | 5月2日         | 一ノ瀬&池田&奥田がコント「スーパー萌えコレモデル・アンミク」▽五百城&奥田が奥田民生「さすらい」▽菅原&中西のポルノグラフィティ「アポロ」                   | ポルノグラフィティ『アポロ』                              | 中西アルノ、菅原咲月 with レッドソックス                             | スーパー萌えコレモデル・アンミク      | 池田瑛紗、一ノ瀬美空、奥田いろは                                         | [ 7 ]  |
| 3         | 5月9日         | 小川&一ノ瀬&中西でコント「あ〜やガチャ」▽池田&奥田&川﨑のかりゆし58「アンマー」▽五百城&冨里のKiroro「未来へ」                                            | かりゆし58『アンマー』                                    | 池田瑛紗、奥田いろは、川﨑桜                                         | あ〜やガチャ                          | 一ノ瀬美空、小川彩、中西アルノ                                           | [ 8 ]  |
| 3         | 5月9日         | 小川&一ノ瀬&中西でコント「あ〜やガチャ」▽池田&奥田&川﨑のかりゆし58「アンマー」▽五百城&冨里のKiroro「未来へ」                                            | Kiroro『未来へ』                                          | 五百城茉央、冨里奈央                                                 | あ〜やガチャ                          | 一ノ瀬美空、小川彩、中西アルノ                                           | [ 8 ]  |
| 4         | 5月16日        | 池田&小川&奥田&冨里&中西でコント「ノギスタ警察青春捜査課」▽井上&川﨑&中西がORANGE RANGE「花」▽小川の「手紙 〜拝啓十五の君へ〜」                          | ORANGE RANGE『花』                                        | 井上和、川﨑桜、中西アルノ                                           | ノギスタ警察青春捜査課                | 池田瑛紗、小川彩、奥田いろは、冨里奈央、中西アルノ                       | [ 9 ]  |
| 4         | 5月16日        | 池田&小川&奥田&冨里&中西でコント「ノギスタ警察青春捜査課」▽井上&川﨑&中西がORANGE RANGE「花」▽小川の「手紙 〜拝啓十五の君へ〜」                          | アンジェラ・アキ『手紙 〜拝啓 十五の君へ〜』              | 小川彩                                                               | ノギスタ警察青春捜査課                | 池田瑛紗、小川彩、奥田いろは、冨里奈央、中西アルノ                       | [ 9 ]  |
| 5         | 5月23日        | 菅原&五百城&池田&井上&奥田&冨里でコント「マブいぜ!バブ美先生!」▽川﨑&小川&菅原&中西が小沢健二「今日はブギー・バック」▽一ノ瀬の徳永英明「レイニーブルー」 | 小沢健二 featuring スチャダラパー『今夜はブギー・バック』 | 小川彩、川﨑桜、菅原咲月、中西アルノ                                 | マブいぜ!バブ美先生!                  | 五百城茉央、池田瑛紗、井上和、奥田いろは、菅原咲月、冨里奈央             | [ 10 ] |
| 5         | 5月23日        | 菅原&五百城&池田&井上&奥田&冨里でコント「マブいぜ!バブ美先生!」▽川﨑&小川&菅原&中西が小沢健二「今日はブギー・バック」▽一ノ瀬の徳永英明「レイニーブルー」 | 徳永英明『レイニーブルー』                                | 一ノ瀬美空                                                           | マブいぜ!バブ美先生!                  | 五百城茉央、池田瑛紗、井上和、奥田いろは、菅原咲月、冨里奈央             | [ 10 ] |
| 6         | 5月30日        | 川﨑&井上&中西でコント「魔法少女サクナギ」▽一ノ瀬&井上がPUFFY「アジアの純真」▽冨里&中西&五百城&奥田のはっぴいえんど「風をあつめて」                      | PUFFY『アジアの純真』                                     | 一ノ瀬美空、井上和                                                   | 魔法少女サクナギ                      | 井上和、川﨑桜、中西アルノ                                               | [ 11 ] |
| 6         | 5月30日        | 川﨑&井上&中西でコント「魔法少女サクナギ」▽一ノ瀬&井上がPUFFY「アジアの純真」▽冨里&中西&五百城&奥田のはっぴいえんど「風をあつめて」                      | はっぴいえんど『風をあつめて』                            | 五百城茉央、奥田いろは、冨里奈央、中西アルノ                         | 魔法少女サクナギ                      | 井上和、川﨑桜、中西アルノ                                               | [ 11 ] |
| 7         | 6月6日         | 兵庫から最強ヤンキー五百城登場!コント「バリバリ! 千葉魂2話」▽冨里の福山雅治「家族になろうよ 」                                                           | 福山雅治『家族になろうよ』                                | 冨里奈央                                                             | バリバリ!千葉魂 第2話                 | 五百城茉央、小川彩、奥田いろは、菅原咲月、冨里奈央、中西アルノ           | [ 12 ] |
| 8         | 6月13日        | コント「にゃぎ神さま」▽「やまのれ! MOUNTAIN HAND PARTY!」▽井上＆小川＆川﨑のチャットモンチー「シャングリラ」                                             | チャットモンチー『シャングリラ』                          | 井上和、小川彩、川﨑桜                                               | にゃぎ神さま                          | 五百城茉央、池田瑛紗、井上和、中西アルノ                                 | [ 13 ] |
| 9         | 6月20日        | コント「硬派ユニット･ブラックコーヒー」▽玉置浩二「田園」▽T.M.Revolution「HOT LIMIT」▽「家族エピソード②」                                                 | 玉置浩二『田園』                                          | 五百城茉央、池田瑛紗、井上和、冨里奈央、中西アルノ                   | 硬派ユニット ブラックコーヒー         | 五百城茉央、井上和、小川彩、奥田いろは、菅原咲月、冨里奈央               | [ 14 ] |
| 9         | 6月20日        | コント「硬派ユニット･ブラックコーヒー」▽玉置浩二「田園」▽T.M.Revolution「HOT LIMIT」▽「家族エピソード②」                                                 | T.M.Revolution『HOT LIMIT』                               | 小川彩、奥田いろは、菅原咲月                                         | 硬派ユニット ブラックコーヒー         | 五百城茉央、井上和、小川彩、奥田いろは、菅原咲月、冨里奈央               | [ 14 ] |
| 10        | 6月27日        | 小川彩誕生日SP! ▽「センチメンタル･ジャーニー」▽「小川彩クイズ」幼少期秘蔵映像▽コント「Z世代芸人オーディション」                                          | 松本伊代『センチメンタル･ジャーニー』                     | 出演者全員                                                           | Z世代芸人オーディション               | 井上和、小川彩、奥田いろは、冨里奈央、中西アルノ、アンゴラ村長           | [ 3 ]  |
| 11        | 7月4日         | コント「マブいぜ! バブ美先生2」▽井上&奥田「あの紙ヒコーキ くもり空わって」▽五百城&菅原「夏の日の1993」                                                   | 19『あの紙ヒコーキ くもり空わって』                       | 井上和、奥田いろは                                                   | マブいぜ!バブ美先生! 第2話            | 五百城茉央、池田瑛紗、井上和、奥田いろは、菅原咲月、冨里奈央、中西アルノ | [ 15 ] |
| 11        | 7月4日         | コント「マブいぜ! バブ美先生2」▽井上&奥田「あの紙ヒコーキ くもり空わって」▽五百城&菅原「夏の日の1993」                                                   | class『夏の日の1993』                                     | 五百城茉央、菅原咲月                                                 | マブいぜ!バブ美先生! 第2話            | 五百城茉央、池田瑛紗、井上和、奥田いろは、菅原咲月、冨里奈央、中西アルノ | [ 15 ] |
| 12        | 7月11日        | コント「ラブレイキングダウン」▽一ノ瀬&池田&奥田「天国のキッス」▽井上「CAN YOU CELEBRATE?」▽井上の幼少期･秘蔵歌唱映像                                     | 松田聖子『天国のキッス』                                  | 池田瑛紗、一ノ瀬美空、奥田いろは                                     | ラブレイキングダウン                  | 五百城茉央、一ノ瀬美空、奥田いろは、冨里奈央                             | [ 16 ] |
| 12        | 7月11日        | コント「ラブレイキングダウン」▽一ノ瀬&池田&奥田「天国のキッス」▽井上「CAN YOU CELEBRATE?」▽井上の幼少期･秘蔵歌唱映像                                     | 安室奈美恵『CAN YOU CELEBRATE?』                          | 井上和                                                               | ラブレイキングダウン                  | 五百城茉央、一ノ瀬美空、奥田いろは、冨里奈央                             | [ 16 ] |
| 13        | 7月18日        | コント「仮面テレサー」▽井上&小川&川﨑「くじら12号」▽「箱の中身はなんだろな」                                                                             | JUDY AND MARY『くじら12号』                               | 井上和、小川彩、川﨑桜                                               | 仮面テレサー                          | 五百城茉央、池田瑛紗、井上和、冨里奈央                                   | [ 17 ] |
| 14        | 7月25日        | 夏うたSP! 中西「真夏の果実」&池田･冨里「私の夏」▽コント「バリバリ! 千葉魂3」冨里が脱退? 池田ママ登場                                                     | 森高千里『私の夏』                                        | 池田瑛紗、冨里奈央                                                   | バリバリ!千葉魂 第3話                 | 池田瑛紗、小川彩、奥田いろは、菅原咲月、冨里奈央、中西アルノ             | [ 18 ] |
| 14        | 7月25日        | 夏うたSP! 中西「真夏の果実」&池田･冨里「私の夏」▽コント「バリバリ! 千葉魂3」冨里が脱退? 池田ママ登場                                                     | サザンオールスターズ『真夏の果実』                        | 中西アルノ                                                           | バリバリ!千葉魂 第3話                 | 池田瑛紗、小川彩、奥田いろは、菅原咲月、冨里奈央、中西アルノ             | [ 18 ] |
| 15        | 8月1日         | 菅原&冨里が5歳児を熱演! コント「さっちゃん･なおちゃんのかわちい日記」▽井上&小川&中西「Sweet Emotion」▽「クイズ5期生」                                    | 相川七瀬『Sweet Emotion』                                 | 井上和、小川彩、中西アルノ                                           | さっちゃん なおちゃんのかわちい日記   | 奥田いろは、菅原咲月、冨里奈央                                           | [ 19 ] |
| 16        | 8月8日         | コント「ノギスタ警察青春捜査課2」▽小川&冨里スピッツ「渚」▽井上&小川&菅原WANIMA「ともに」                                                                 | スピッツ『渚』                                            | 小川彩、冨里奈央                                                     | ノギスタ警察青春捜査課File2           | 五百城茉央、池田瑛紗、井上和、菅原咲月                                   | [ 20 ] |
| 16        | 8月8日         | コント「ノギスタ警察青春捜査課2」▽小川&冨里スピッツ「渚」▽井上&小川&菅原WANIMA「ともに」                                                                 | WANIMA『ともに』                                          | 井上和、小川彩、菅原咲月                                             | ノギスタ警察青春捜査課File2           | 五百城茉央、池田瑛紗、井上和、菅原咲月                                   | [ 20 ] |
| 17        | 8月15日        | 「AIロボット･ナオキ」▽井上&川﨑&冨里「君と夏フェス」▽中西&小川&オズ畠中「島唄」                                                                          | SHISHAMO『君と夏フェス』                                  | 井上和、川﨑桜、冨里奈央                                             | AIロボット･ナオキ                     | 池田瑛紗、一ノ瀬美空、冨里奈央                                           | [ 21 ] |
| 17        | 8月15日        | 「AIロボット･ナオキ」▽井上&川﨑&冨里「君と夏フェス」▽中西&小川&オズ畠中「島唄」                                                                          | THE BOOM『島唄』                                          | 小川彩、中西アルノ、畠中悠                                           | AIロボット･ナオキ                     | 池田瑛紗、一ノ瀬美空、冨里奈央                                           | [ 21 ] |
| 18        | 8月22日        | 「マブいぜ! バブ美先生3」▽「箱の中身はなんだろな」中西が大パニック▽五百城「やさしさで溢れるように」                                                      | JUJU『やさしさで溢れるように』                            | 五百城茉央                                                           | マブいぜ!バブ美先生! 第3話            | 五百城茉央、池田瑛紗、井上和、奥田いろは、菅原咲月、冨里奈央、中西アルノ | [ 22 ] |
| 19        | 8月29日        | コント「ごきげん三姉妹」▽本音で語り合う「ぶっちゃけはっちゃけ集会」▽菅原「サマータイム ブルース」                                                        | 渡辺美里『サマータイム ブルース』                         | 菅原咲月                                                             | ごきげん三姉妹                        | 池田瑛紗、一ノ瀬美空、冨里奈央                                           | [ 23 ] |
| 20        | 9月26日        | コント「スイートキャンディー」▽井上&中西が初デュエット!「くちばしにチェリー」▽一ノ瀬&小川&川﨑「September」                                              | EGO-WRAPPIN'『くちばしにチェリー』                        | 井上和、中西アルノ                                                   | あま〜いの大好き♡スイートキャンディー | 一ノ瀬美空、井上和、菅原咲月、川﨑桜                                     | [ 24 ] |
| 20        | 9月26日        | コント「スイートキャンディー」▽井上&中西が初デュエット!「くちばしにチェリー」▽一ノ瀬&小川&川﨑「September」                                              | 竹内まりや『September』                                   | 一ノ瀬美空、小川彩、川﨑桜                                           | あま〜いの大好き♡スイートキャンディー | 一ノ瀬美空、井上和、菅原咲月、川﨑桜                                     | [ 24 ] |
| 21        | 10月3日        | コント「ウざむらい･奥田色之助」▽五百城「私をたどる物語」▽池田&愉快な仲間たち「EVERYDAY AT THE BUS STOP」                                                 | Tommy february6『EVERYDAY AT THE BUS STOP』               | 池田瑛紗と愉快な仲間達                                               | ウざむらい･奥田色之助                 | 小川彩、奥田いろは、菅原咲月、冨里奈央                                   | [ 25 ] |
| 21        | 10月3日        | コント「ウざむらい･奥田色之助」▽五百城「私をたどる物語」▽池田&愉快な仲間たち「EVERYDAY AT THE BUS STOP」                                                 | 熊木杏里『私をたどる物語』                                | 五百城茉央                                                           | ウざむらい･奥田色之助                 | 小川彩、奥田いろは、菅原咲月、冨里奈央                                   | [ 25 ] |
| 22        | 10月10日       | 井上DISH//「猫」▽五百城＆小川＆冨里「楓」▽「帰らないで！あーや姫」メンバーの男装姿にスタジオ興奮                                                         | DISH//『猫』                                              | 井上和                                                               | 帰らないで！あーや姫                  | 池田瑛紗、井上和、小川彩、川﨑桜、中西アルノ                             | [ 26 ] |
| 22        | 10月10日       | 井上DISH//「猫」▽五百城＆小川＆冨里「楓」▽「帰らないで！あーや姫」メンバーの男装姿にスタジオ興奮                                                         | スピッツ『楓』                                            | 五百城茉央、小川彩、冨里奈央                                         | 帰らないで！あーや姫                  | 池田瑛紗、井上和、小川彩、川﨑桜、中西アルノ                             | [ 26 ] |
| 23 特別編 | 10月16日       | 伝説のぶらり旅番組「乃木坂どこへ」復活! ロケ初体験▽私服ファッションチェック&イラスト対決&即興ソング                                                      | -                                                         | -                                                                    | -                                     | -                                                                        | [ 4 ]  |
| 24 特別編 | 10月24日       | ぶらり旅番組「乃木坂どこへ」後半戦! ▽予測不能のボウリング対決! ▽名物パン屋でもぐもぐタイム&メンバーがオリジナルパンを考案!                               | -                                                         | -                                                                    | -                                     | -                                                                        | [ 27 ] |
| 25        | 10月31日       | 岡本姫奈が復帰! 5期生が全員仮装ハロウィンSP ▽コント「マブいぜ! バブ美先生4」 ▽令和平成アゲアゲソング「ダンスホール」&「気分上々↑↑」                      | Mrs. GREEN APPLE『ダンスホール』                          | 五百城茉央、池田瑛紗、井上和、小川彩、奥田いろは、岡本姫奈、冨里奈央 | マブいぜ!バブ美先生! 第4話            | 五百城茉央、池田瑛紗、井上和、奥田いろは、菅原咲月、冨里奈央、中西アルノ | [ 28 ] |
| 25        | 10月31日       | 岡本姫奈が復帰! 5期生が全員仮装ハロウィンSP ▽コント「マブいぜ! バブ美先生4」 ▽令和平成アゲアゲソング「ダンスホール」&「気分上々↑↑」                      | mihimaru GT『気分上々↑↑』                                 | 一ノ瀬美空、川﨑桜、菅原咲月、中西アルノ                             | マブいぜ!バブ美先生! 第4話            | 五百城茉央、池田瑛紗、井上和、奥田いろは、菅原咲月、冨里奈央、中西アルノ | [ 28 ] |
| 26        | 11月7日        | 中西初主演! コント「アルノママはマイペース」▽奥田&中西のスキマスイッチ「奏」▽池田&一ノ瀬&小川がAqua Timez「虹」                                          | Aqua Timez『虹』                                          | 一ノ瀬美空、池田瑛紗、小川彩                                         | アルノママはマイペース                | 池田瑛紗、中西アルノ                                                     | [ 29 ] |
| 26        | 11月7日        | 中西初主演! コント「アルノママはマイペース」▽奥田&中西のスキマスイッチ「奏」▽池田&一ノ瀬&小川がAqua Timez「虹」                                          | スキマスイッチ『奏』                                      | 奥田いろは、中西アルノ                                               | アルノママはマイペース                | 池田瑛紗、中西アルノ                                                     | [ 29 ] |
| 27        | 11月14日       | カメラ大好き冨里が五百城を撮りまくるプライベートに密着▽ライブ舞台裏 (秘) 絆エピソード▽想い出曲Kiroro「Best Friend」にスタジオ涙                          | Kiroro『Best Friend』                                     | 五百城茉央、冨里奈央                                                 | -                                     | -                                                                        | [ 30 ] |
| 28        | 11月21日       | 岡本コント初参戦!「バリバリ! 千葉魂4」▽一ノ瀬&井上&小川&菅原がDEF.DIVA「好きすぎて バカみたい」▽奥田が映画「君の名は。」主題歌「なんでもないや」         | DEF.DIVA『好きすぎて バカみたい』                         | 一ノ瀬美空、井上和、小川彩、菅原咲月                                 | バリバリ!千葉魂 第4話                 | 一ノ瀬美空、小川彩、岡本姫奈、奥田いろは、菅原咲月、中西アルノ           | [ 31 ] |
| 28        | 11月21日       | 岡本コント初参戦!「バリバリ! 千葉魂4」▽一ノ瀬&井上&小川&菅原がDEF.DIVA「好きすぎて バカみたい」▽奥田が映画「君の名は。」主題歌「なんでもないや」         | 上白石萌音『なんでもないや(movie ver.)』                  | 奥田いろは                                                           | バリバリ!千葉魂 第4話                 | 一ノ瀬美空、小川彩、岡本姫奈、奥田いろは、菅原咲月、中西アルノ           | [ 31 ] |
| 29        | 11月28日       | 同級生トリオ「さつまいろ」五百城&奥田&菅原のプライベート鎌倉旅に密着! ▽wacci「宝物」を3人で熱唱!                                                         | wacci『宝物』                                             | 五百城茉央、奥田いろは、菅原咲月                                     | -                                     | -                                                                        | [ 32 ] |
| 30        | 12月5日        | アニソンSP! YOASOBI「アイドル」▽「五等分の花嫁」OP▽「おジャ魔女カーニバル!!」▽コント「乃木坂亭あるの」                                                   | YOASOBI『アイドル』                                       | 一ノ瀬美空、井上和                                                   | 乃木坂亭あるの                        | 一ノ瀬美空、小川彩、中西アルノ                                           | [ 33 ] |
| 30        | 12月5日        | アニソンSP! YOASOBI「アイドル」▽「五等分の花嫁」OP▽「おジャ魔女カーニバル!!」▽コント「乃木坂亭あるの」                                                   | MAHO堂『おジャ魔女カーニバル!!』                          | 池田瑛紗、奥田いろは、菅原咲月                                       | 乃木坂亭あるの                        | 一ノ瀬美空、小川彩、中西アルノ                                           | [ 33 ] |
| 30        | 12月5日        | アニソンSP! YOASOBI「アイドル」▽「五等分の花嫁」OP▽「おジャ魔女カーニバル!!」▽コント「乃木坂亭あるの」                                                   | 中野家の五つ子『五等分の気持ち』                          | 五百城茉央、池田瑛紗、井上和、小川彩、中西アルノ                     | 乃木坂亭あるの                        | 一ノ瀬美空、小川彩、中西アルノ                                           | [ 33 ] |
| 31        | 12月12日       | 奥田がオリジナル曲で冨里主演MV制作! ▽「ごくせん」主題歌「NO MORE CRY」▽コント「美食家･うまいおき師匠」                                                   | D-51『NO MORE CRY』                                       | 五百城茉央、一ノ瀬美空、岡本姫奈、中西アルノ                         | 美食家 うまいおき師匠                 | 五百城茉央、一ノ瀬美空、井上和、奥田いろは、川﨑桜                       | [ 34 ] |
| 32        | 12月19日       | 池田&中西がRADWIMPS「おしゃかしゃま」▽一ノ瀬&井上&岡本&小川のMAX「一緒に…」▽コント「ごきげん三姉妹2」                                                    | RADWIMPS『おしゃかしゃま』                                | 池田瑛紗、中西アルノ                                                 | ごきげん三姉妹2                       | 池田瑛紗、一ノ瀬美空、岡本姫奈、冨里奈央                                 | [ 35 ] |
| 32        | 12月19日       | 池田&中西がRADWIMPS「おしゃかしゃま」▽一ノ瀬&井上&岡本&小川のMAX「一緒に…」▽コント「ごきげん三姉妹2」                                                    | MAX『一緒に・・・』                                       | レッドソックス                                                       | ごきげん三姉妹2                       | 池田瑛紗、一ノ瀬美空、岡本姫奈、冨里奈央                                 | [ 35 ] |
| 33        | 12月26日       | クリスマスSP▽プッチモニ「ぴったりしたいX'mas!」▽広瀬香美「DEAR…again」▽コント「スイートキャンディー2」                                                   | プッチモニ『ぴったりしたいX'mas!』                        | 五百城茉央、小川彩、川﨑桜、冨里奈央                                 | スイートキャンディー2                 | 一ノ瀬美空、奥田いろは、菅原咲月、川﨑桜                                 | [ 36 ] |
| 33        | 12月26日       | クリスマスSP▽プッチモニ「ぴったりしたいX'mas!」▽広瀬香美「DEAR…again」▽コント「スイートキャンディー2」                                                   | 広瀬香美『DEAR...again』                                  | 奥田いろは、菅原咲月                                                 | スイートキャンディー2                 | 一ノ瀬美空、奥田いろは、菅原咲月、川﨑桜                                 | [ 36 ] |
| 34        | 2024年1月9日   | 井上プロデュース! ボカロSP▽ナユタン星人「ダンスロボットダンス」▽Neru「ハウトゥー世界征服」▽halyosy「Blessing」                                           | ナユタン星人『ダンスロボットダンス』                      | 一ノ瀬美空、小川彩、川﨑桜、冨里奈央                                 | -                                     | -                                                                        | [ 37 ] |
| 34        | 2024年1月9日   | 井上プロデュース! ボカロSP▽ナユタン星人「ダンスロボットダンス」▽Neru「ハウトゥー世界征服」▽halyosy「Blessing」                                           | Neru『ハウトゥー世界征服』                                | 井上和、菅原咲月、中西アルノ                                         | -                                     | -                                                                        | [ 37 ] |
| 34        | 2024年1月9日   | 井上プロデュース! ボカロSP▽ナユタン星人「ダンスロボットダンス」▽Neru「ハウトゥー世界征服」▽halyosy「Blessing」                                           | halyosy『Blessing』                                       | 5期生全員                                                            | -                                     | -                                                                        | [ 37 ] |
| 35        | 1月16日        | SPゲストさらば青春の光! ノギスキで人気だったコント「かつ家」復活! ▽「ぶっちゃけはっちゃけ集会」第二弾▽菅原がtrf「寒い夜だから…」                         | trf『寒い夜だから…』                                      | 小川彩、奥田いろは、菅原咲月                                         | かつ家 五号店                         | 池田瑛紗、井上和、小川彩、川﨑桜、さらば青春の光                         | [ 5 ]  |
| 36        | 1月23日        | 「超･乃木坂スター誕生! LIVE」舞台裏SP! ▽最年少･小川の涙の理由▽井上リベンジ! DISH//「猫」▽メンバー11人の絆                                                | -                                                         | -                                                                    | -                                     | -                                                                        | [ 38 ] |
| 37        | 1月30日        | 川﨑がリズムネタ初挑戦! コント「さくラッキー」▽コント「ウざむらい･奥田色之助2」▽五百城&井上がカズン「冬のファンタジー」                                  | カズン『冬のファンタジー』                                | 五百城茉央、井上和                                                   | さくらはいつもさくラッキー            | 井上和、川﨑桜                                                           | [ 39 ] |
| 37        | 1月30日        | 川﨑がリズムネタ初挑戦! コント「さくラッキー」▽コント「ウざむらい･奥田色之助2」▽五百城&井上がカズン「冬のファンタジー」                                  | カズン『冬のファンタジー』                                | 五百城茉央、井上和                                                   | ウざむらい･奥田色之助 第2話           | 五百城茉央、小川彩、奥田いろは、菅原咲月                                 | [ 39 ] |
| 38        | 2月6日         | 菅原&一ノ瀬&井上&小川&中西がモー娘。「シャボン玉」▽奥田が小田和正「たしかなこと」▽リズムネタ第2弾! コント「さくラッキー」                                | モーニング娘。『シャボン玉』                              | 一ノ瀬美空、井上和、小川彩、菅原咲月、中西アルノ                     | さくらはいつもさくラッキー 第2話      | 井上和、川﨑桜                                                           | [ 40 ] |
| 38        | 2月6日         | 菅原&一ノ瀬&井上&小川&中西がモー娘。「シャボン玉」▽奥田が小田和正「たしかなこと」▽リズムネタ第2弾! コント「さくラッキー」                                | 小田和正『たしかなこと』                                  | 奥田いろは                                                           | さくらはいつもさくラッキー 第2話      | 井上和、川﨑桜                                                           | [ 40 ] |
| 39        | 2月13日        | バレンタイン特別企画! コント「あまいおき師匠」▽一ノ瀬の華原朋美「I BELIEVE」▽五百城&岡本&奥田&川﨑&冨里がflumpool「君に届け」                            | flumpool『君に届け』                                      | 五百城茉央、岡本姫奈、奥田いろは、川﨑桜、冨里奈央                   | あまいおき師匠                        | 五百城茉央、一ノ瀬美空、井上和、岡本姫奈、奥田いろは、川﨑桜、菅原咲月   | [ 41 ] |
| 39        | 2月13日        | バレンタイン特別企画! コント「あまいおき師匠」▽一ノ瀬の華原朋美「I BELIEVE」▽五百城&岡本&奥田&川﨑&冨里がflumpool「君に届け」                            | 華原朋美『I BELIEVE』                                     | 一ノ瀬美空、井上和、小川彩                                           | あまいおき師匠                        | 五百城茉央、一ノ瀬美空、井上和、岡本姫奈、奥田いろは、川﨑桜、菅原咲月   | [ 41 ] |
| 40        | 2月20日        | 「乃木スタキャラデミー賞」全89キャラクターから主演女優賞･助演女優賞･男優賞を選出! ▽全員でサンボマスター「できっこないを やらなくちゃ」                   | サンボマスター『できっこないを やらなくちゃ』             | 出演者全員                                                           | -                                     | -                                                                        | [ 42 ] |

### 放送時間
| 放送期間                       | 放送日時                     | 放送局         | 対象地域   | 備考     |
| ------------------------------ | ---------------------------- | -------------- | ---------- | -------- |
| 2023年4月25日 - 2024年2月20日  | 火曜 1:29 - 1:59（月曜深夜） | 日本テレビ     | 関東広域圏 | 制作局   |
| 2023年5月3日 - 2024年2月28日   | 水曜 0:59 - 1:29（火曜深夜） | テレビ新潟     | 新潟県     |          |
| 2023年5月4日 - 2024年2月29日   | 木曜 0:59 - 1:29（水曜深夜） | ミヤギテレビ   | 宮城県     |          |
| 2023年5月7日 - 2024年3月3日    | 日曜 2:00 - 2:30（土曜深夜） | 福岡放送       | 福岡県     |          |
| 2023年11月18日 - 2024年4月13日 | 土曜 1:25 - 1:55（金曜深夜） | 沖縄テレビ放送 | 沖縄県     | [ 注 7 ] |

### スタッフ
- 企画プロデュース：秋元康[44]
- ナレーション：じんぼぼんじ[45]
- 構成：三田卓人、橋本圭太朗、須長晋之介、なんぶ（#8・38）
- TM：今村公威
- SW：萩野高康（#1 - 9・18 - 22・32 - 36、#10 - 14・28はカメラ）、早川智晃（#15 - 17・28・37 - 40、#25 - 36はカメラ）
- CAM：中村哲也（#1 - 4・15 - 22・37 - 40、#10 - 14・25 - 31はSW）、髙野信彦（#5 - 9）、石渡裕二（#23 - 24）
- VE：佐々木謙太
- MIX：宮内貞（#1 - 20・25 - 40）、小境健太郎（#21 - 22）
- 技術協力：NiTRO
- 照明：栗山真純（日テレアート）
- 美術：髙野泰人（日テレアート）
- 編集：塩原裕弥（Eno Studio）
- MA：岡村奈央（casinodrlve）
- 音効：佐藤裕二（KRエンタープライズ）
- 音楽：カンケ[44]
- 振付：高田あゆみ
- 編曲：鈴木マサキ、Yuki Nakano、根岸和寿
- コーラス：橋本みゆき、勝桂子、洸美-hiromi
- タイトル：熊谷千恵子
- 宣伝：佐野絵梨
- デスク：保坂淳子
- 衣装協力：着物レンタルあき渋谷本店（#21 - 22・37）、ふりふ（#30 - 31）、(株)三松（#30 - 31）
- 撮影協力：男装ユニットウィズプラス（#22）、湘南藤沢フィルム・コミッション（#29）、もりのゆうえんち（#31）
- 協力：ヤマハ株式会社（#34）
- チーフディレクター：福田達朗
- ディレクター：永田香織、松本匡貴、小室貴哉、髙野志織、川西瑛太、大内実夢、小野真結香（#1 - 22）、上村利帆（#13 - 20）、奥村乃愛（#25 - 33・36 - 37）、福元洋之（#36）
- 制作：南波昌人[44]
- プロデューサー：毛利忍、植野浩之、今井大輔（#1 - 7）、増田俊二郎、五十嵐邦延[1]、八木田祐子、正木明日香、塩出正樹（#8 - 40）
- 演出：佐藤正樹[44]
- 企画制作：日本テレビ[44]
- 制作協力：サルベージ[44]
- 制作著作：「超・乃木坂スター誕生!」製作委員会[注 8][44]

## 超・乃木坂スター誕生! シーズン2
『超・乃木坂スター誕生!』（ちょう・のぎざかスターたんじょう!）は、2024年4月30日（29日深夜）から2025年3月11日まで、日本テレビで放送されていた乃木坂46のバラエティ番組である。上記のシーズン1から大きく変更された点としては、従来の3期生と4期生先輩メンバーがゲストとして出演するようになった点とゲストアーティストとのコラボパフォーマンスを実施するようになった点である。

### 出演者
司会 
- オズワルド（畠中悠・伊藤俊介）[1]

 出演 
- 乃木坂46
  - 5期生：五百城茉央、池田瑛紗、一ノ瀬美空、井上和、岡本姫奈、小川彩、奥田いろは、川﨑桜、菅原咲月、冨里奈央、中西アルノ[1]

- 先輩ゲスト
  - 久保史緒里 - 第41回
  - 伊藤理々杏 - 第42回
  - 弓木奈於 - 第43回
  - 柴田柚菜 - 第44回
  - 清宮レイ - 第45回
  - 岩本蓮加 - 第46回
  - 吉田綾乃クリスティー  - 第47回
  - 黒見明香 - 第48回
  - 遠藤さくら - 第49回
  - 林瑠奈 - 第50回
  - 松尾美佑 - 第51回
  - 中村麗乃 - 第53回
  - 佐藤璃果 - 第56回
  - 賀喜遥香 - 第57回

 ゲストアーティスト
- 大森元貴（Mrs. GREEN APPLE）- 第41回
- Crystal Kay - 第42回
- コレサワ - 第43回
- 三浦祐太朗 - 第44回
- 南野陽子 - 第45回
- 家入レオ - 第46回
- 井上苑子 - 第47回
- 木山裕策 - 第48回
- 中西保志 - 第49回
- 一青窈 - 第50回
- 松本梨香 - 第51回
- 新浜レオン - 第52回
- クリス・ハート - 第53回
- SILENT SIREN - 第54回
- 奥華子 - 第55回
- SEAMO - 第56回
- asaco - 第57回
- クレイ勇輝 - 第58回
- BLUE ENCOUNT - 第59回
- 平野綾 - 第60回
- 横山剣 - 第61回
- 渡辺美奈代 - 第62回
- Rake - 第63回
- 橋口洋平（wacci） - 第64回
- 佐倉綾音 - 第65回
- シェネル - 第66回
- オーイシマサヨシ - 第67回
- 和楽器バンド - 第68回
- SAM&DJ KOO（B.O.C） - 第69回
- shoji（s**t kingz）、kazuki（s**t kingz） - 第70回
- 平松愛理 - 第72回
- 森若香織 - 第73回
- 花*花 - 第75回
- ヒグチアイ - 第76回
- 石井竜也（米米CLUB）- 第77回

### 放送日程
| 回 | 放送日         | 放送内容 | 曲                                                                         | 歌唱                                                                       | 備考             |
| -- | -------------- | --- | -------------------------------------------------------------------------- | -------------------------------------------------------------------------- | ---------------- |
| 41 | 2024年 4月30日 | Mrs. GREEN APPLE大森元貴とコラボ歌唱!「春愁」▽5期生全員で「ケセラセラ」▽先輩･久保史緒里がクリープハイプ「栞」                                 | Mrs. GREEN APPLE『ケセラセラ』                                             | 出演者全員                                                                 | [ 47 ]           |
| 41 | 2024年 4月30日 | Mrs. GREEN APPLE大森元貴とコラボ歌唱!「春愁」▽5期生全員で「ケセラセラ」▽先輩･久保史緒里がクリープハイプ「栞」                                 | Mrs. GREEN APPLE『春愁』                                                   | 五百城茉央、奥田いろは、川﨑桜、中西アルノ、大森元貴                       | [ 47 ]           |
| 41 | 2024年 4月30日 | Mrs. GREEN APPLE大森元貴とコラボ歌唱!「春愁」▽5期生全員で「ケセラセラ」▽先輩･久保史緒里がクリープハイプ「栞」                                 | クリープハイプ『栞』                                                       | 久保史緒里                                                                 | [ 47 ]           |
| 42 | 5月7日         | Crystal Kayと一ノ瀬が緊張のデュエット「恋におちたら」▽先輩･伊藤理々杏が「花になって」▽小川&井上&岡本&冨里の「女々しくて」                     | ゴールデンボンバー『女々しくて』                                           | 井上和、岡本姫奈、小川彩、冨里奈央                                         | [ 48 ]           |
| 42 | 5月7日         | Crystal Kayと一ノ瀬が緊張のデュエット「恋におちたら」▽先輩･伊藤理々杏が「花になって」▽小川&井上&岡本&冨里の「女々しくて」                     | 緑黄色社会『花になって』                                                   | 伊藤理々杏                                                                 | [ 48 ]           |
| 42 | 5月7日         | Crystal Kayと一ノ瀬が緊張のデュエット「恋におちたら」▽先輩･伊藤理々杏が「花になって」▽小川&井上&岡本&冨里の「女々しくて」                     | Crystal Kay『恋におちたら』                                                | 一ノ瀬美空、Crystal Kay                                                    | [ 48 ]           |
| 43 | 5月14日        | コレサワ登場! 五百城と「♡人生♡」▽池田&井上がDISH//「沈丁花」▽弓木奈於「あなたへ贈る歌」                                                       | DISH//『沈丁花』                                                           | 池田瑛紗、井上和                                                           | [ 49 ]           |
| 43 | 5月14日        | コレサワ登場! 五百城と「♡人生♡」▽池田&井上がDISH//「沈丁花」▽弓木奈於「あなたへ贈る歌」                                                       | コレサワ『♡人生♡』                                                         | 五百城茉央、コレサワ                                                       | [ 49 ]           |
| 43 | 5月14日        | コレサワ登場! 五百城と「♡人生♡」▽池田&井上がDISH//「沈丁花」▽弓木奈於「あなたへ贈る歌」                                                       | erica『あなたへ贈る歌』                                                    | 弓木奈於                                                                   | [ 49 ]           |
| 44 | 5月21日        | 山口百恵SP! 三浦祐太朗&菅原が「さよならの向う側」▽先輩･柴田柚菜の「イミテイション･ゴールド」▽岡本&奥田が「横須賀ストーリー」                  | 山口百恵『横須賀ストーリー』                                               | 岡本姫奈、奥田いろは                                                       | [ 50 ]           |
| 44 | 5月21日        | 山口百恵SP! 三浦祐太朗&菅原が「さよならの向う側」▽先輩･柴田柚菜の「イミテイション･ゴールド」▽岡本&奥田が「横須賀ストーリー」                  | 山口百恵『さよならの向う側』                                               | 菅原咲月、三浦祐太朗                                                       | [ 50 ]           |
| 44 | 5月21日        | 山口百恵SP! 三浦祐太朗&菅原が「さよならの向う側」▽先輩･柴田柚菜の「イミテイション･ゴールド」▽岡本&奥田が「横須賀ストーリー」                  | 山口百恵『イミテイション・ゴールド』                                       | 柴田柚菜、バックダンサー                                                   | [ 50 ]           |
| 45 | 5月28日        | 南野陽子&小川が「吐息でネット」▽五百城&冨里のTani Yuuki「愛言葉」▽先輩･清宮レイ with乃木スタメイツが森七菜「スマイル」                        | Tani Yuuki『愛言葉』                                                       | 五百城茉央、冨里奈央                                                       | [ 51 ]           |
| 45 | 5月28日        | 南野陽子&小川が「吐息でネット」▽五百城&冨里のTani Yuuki「愛言葉」▽先輩･清宮レイ with乃木スタメイツが森七菜「スマイル」                        | 森七菜『スマイル』                                                         | 清宮レイ with 乃木スタメイツ                                               | [ 51 ]           |
| 45 | 5月28日        | 南野陽子&小川が「吐息でネット」▽五百城&冨里のTani Yuuki「愛言葉」▽先輩･清宮レイ with乃木スタメイツが森七菜「スマイル」                        | 南野陽子『吐息でネット』                                                   | 小川彩、南野陽子                                                           | [ 51 ]           |
| 46 | 6月4日         | 家入レオ&井上が「君がくれた夏」▽先輩･岩本蓮加のあたらよ「交差点」▽井上&一ノ瀬&岡本がCreepy Nuts×Ayase×幾田りら「ばかまじめ」                  | Creepy Nuts×Ayase×幾田りら『ばかまじめ』                                   | 井上和、一ノ瀬美空、岡本姫奈                                               | [ 52 ]           |
| 46 | 6月4日         | 家入レオ&井上が「君がくれた夏」▽先輩･岩本蓮加のあたらよ「交差点」▽井上&一ノ瀬&岡本がCreepy Nuts×Ayase×幾田りら「ばかまじめ」                  | あたらよ『交差点』                                                         | 岩本蓮加                                                                   | [ 52 ]           |
| 46 | 6月4日         | 家入レオ&井上が「君がくれた夏」▽先輩･岩本蓮加のあたらよ「交差点」▽井上&一ノ瀬&岡本がCreepy Nuts×Ayase×幾田りら「ばかまじめ」                  | 家入レオ『君がくれた夏』                                                   | 井上和、家入レオ                                                           | [ 52 ]           |
| 47 | 6月11日        | 井上苑子登場! 奥田&小川と「線香花火」▽川﨑の「エジソン」▽先輩･吉田綾乃クリスティーが「だから僕は音楽を辞めた」                                | 水曜日のカンパネラ『エジソン』                                             | 川﨑桜                                                                     | [ 53 ]           |
| 47 | 6月11日        | 井上苑子登場! 奥田&小川と「線香花火」▽川﨑の「エジソン」▽先輩･吉田綾乃クリスティーが「だから僕は音楽を辞めた」                                | 井上苑子『線香花火』                                                       | 小川彩、奥田いろは、井上苑子                                               | [ 53 ]           |
| 47 | 6月11日        | 井上苑子登場! 奥田&小川と「線香花火」▽川﨑の「エジソン」▽先輩･吉田綾乃クリスティーが「だから僕は音楽を辞めた」                                | ヨルシカ『だから僕は音楽を辞めた』                                         | 吉田綾乃クリスティー、五百城茉央、冨里奈央                                 | [ 53 ]           |
| 48 | 6月18日        | 木山裕策が中西と「home」▽池田&小川&菅原の「ヒーロー」▽先輩･黒見明香が「勉強の歌」▽爆笑回答連発「写真で一言」                                  | FUNKY MONKEY BABYS『ヒーロー』                                             | 池田瑛紗、小川彩、菅原咲月                                                 | [ 54 ]           |
| 48 | 6月18日        | 木山裕策が中西と「home」▽池田&小川&菅原の「ヒーロー」▽先輩･黒見明香が「勉強の歌」▽爆笑回答連発「写真で一言」                                  | 木山裕策『home』                                                           | 中西アルノ、木山裕策                                                       | [ 54 ]           |
| 48 | 6月18日        | 木山裕策が中西と「home」▽池田&小川&菅原の「ヒーロー」▽先輩･黒見明香が「勉強の歌」▽爆笑回答連発「写真で一言」                                  | 森高千里『勉強の歌』                                                       | 黒見明香、岡本姫奈、冨里奈央                                               | [ 54 ]           |
| 49 | 7月2日         | 中西保志が登場! 一ノ瀬と「最後の雨」▽『美少女戦士セーラームーン』挑戦の5期生全員で「ムーンライト伝説」▽先輩･遠藤さくら「明日晴れるかな」      | DALI『ムーンライト伝説』                                                   | 5期生全員                                                                  | [ 55 ]           |
| 49 | 7月2日         | 中西保志が登場! 一ノ瀬と「最後の雨」▽『美少女戦士セーラームーン』挑戦の5期生全員で「ムーンライト伝説」▽先輩･遠藤さくら「明日晴れるかな」      | 桑田佳祐『明日晴れるかな』                                                 | 遠藤さくら                                                                 | [ 55 ]           |
| 49 | 7月2日         | 中西保志が登場! 一ノ瀬と「最後の雨」▽『美少女戦士セーラームーン』挑戦の5期生全員で「ムーンライト伝説」▽先輩･遠藤さくら「明日晴れるかな」      | 中西保志『最後の雨』                                                       | 一ノ瀬美空、中西保志                                                       | [ 55 ]           |
| 50 | 7月9日         | 一青窈が登場! 五百城と「ハナミズキ」▽池田&菅原&冨里&中西が「幸せのシャナナ」▽先輩･林瑠奈「閃光少女」                                          | BRADIO『幸せのシャナナ』                                                   | 池田瑛紗、菅原咲月、冨里奈央、中西アルノ                                   | [ 56 ]           |
| 50 | 7月9日         | 一青窈が登場! 五百城と「ハナミズキ」▽池田&菅原&冨里&中西が「幸せのシャナナ」▽先輩･林瑠奈「閃光少女」                                          | 東京事変『閃光少女』                                                       | 林瑠奈                                                                     | [ 56 ]           |
| 50 | 7月9日         | 一青窈が登場! 五百城と「ハナミズキ」▽池田&菅原&冨里&中西が「幸せのシャナナ」▽先輩･林瑠奈「閃光少女」                                          | 一青窈『ハナミズキ』                                                       | 五百城茉央、一青窈                                                         | [ 56 ]           |
| 51 | 7月16日        | アニソンSP①松本梨香が登場! 池田&岡本と「めざせポケモンマスター」▽五百城&一ノ瀬が「風になる」▽先輩･松尾美佑「スパークル」                      | つじあやの『風になる』                                                     | 五百城茉央、一ノ瀬美空                                                     | [ 57 ]           |
| 51 | 7月16日        | アニソンSP①松本梨香が登場! 池田&岡本と「めざせポケモンマスター」▽五百城&一ノ瀬が「風になる」▽先輩･松尾美佑「スパークル」                      | RADWIMPS『スパークル(movie ver.)』                                         | 松尾美佑                                                                   | [ 57 ]           |
| 51 | 7月16日        | アニソンSP①松本梨香が登場! 池田&岡本と「めざせポケモンマスター」▽五百城&一ノ瀬が「風になる」▽先輩･松尾美佑「スパークル」                      | 松本梨香『めざせポケモンマスター』                                         | 池田瑛紗、岡本姫奈、松本梨香                                               | [ 57 ]           |
| 52 | 7月23日        | アニソンSP②名探偵コナン特集! 新浜レオンと冨里が「捕まえて、今夜。」▽井上&川﨑の「渡月橋〜君 想ふ〜」▽岡本&小川が「美しい鰭」                  | 倉木麻衣『渡月橋 〜君 想ふ〜』                                             | 井上和、川﨑桜                                                             | [ 58 ]           |
| 52 | 7月23日        | アニソンSP②名探偵コナン特集! 新浜レオンと冨里が「捕まえて、今夜。」▽井上&川﨑の「渡月橋〜君 想ふ〜」▽岡本&小川が「美しい鰭」                  | 新浜レオン『捕まえて、今夜。』                                             | 冨里奈央、新浜レオン                                                       | [ 58 ]           |
| 52 | 7月23日        | アニソンSP②名探偵コナン特集! 新浜レオンと冨里が「捕まえて、今夜。」▽井上&川﨑の「渡月橋〜君 想ふ〜」▽岡本&小川が「美しい鰭」                  | スピッツ『美しい鰭』                                                       | 小川彩、岡本姫奈                                                           | [ 58 ]           |
| 53 | 7月30日        | クリス･ハートが登場! 五百城&一ノ瀬と「I LOVE YOU」▽先輩･中村麗乃「地球最後の告白を」▽岡本&菅原が「I Don't Know!」                             | BaBe『I Don't Know!』                                                      | 岡本姫奈、菅原咲月                                                         | [ 59 ]           |
| 53 | 7月30日        | クリス･ハートが登場! 五百城&一ノ瀬と「I LOVE YOU」▽先輩･中村麗乃「地球最後の告白を」▽岡本&菅原が「I Don't Know!」                             | kemu『地球最後の告白を』                                                   | 中村麗乃                                                                   | [ 59 ]           |
| 53 | 7月30日        | クリス･ハートが登場! 五百城&一ノ瀬と「I LOVE YOU」▽先輩･中村麗乃「地球最後の告白を」▽岡本&菅原が「I Don't Know!」                             | クリス・ハート『I LOVE YOU』                                               | 五百城茉央、一ノ瀬美空、クリス・ハート                                     | [ 59 ]           |
| 54 | 8月6日         | SILENT SIREN登場! 岡本&川﨑&中西と「チェリボム」▽小川&川﨑&冨里が「あー夏休み」▽五百城&井上の「A Perfect Sky」                                | TUBE『あー夏休み』                                                         | 小川彩、川﨑桜、冨里奈央                                                   | [ 60 ]           |
| 54 | 8月6日         | SILENT SIREN登場! 岡本&川﨑&中西と「チェリボム」▽小川&川﨑&冨里が「あー夏休み」▽五百城&井上の「A Perfect Sky」                                | BONNIE PINK『A Perfect Sky』                                               | 五百城茉央、井上和                                                         | [ 60 ]           |
| 54 | 8月6日         | SILENT SIREN登場! 岡本&川﨑&中西と「チェリボム」▽小川&川﨑&冨里が「あー夏休み」▽五百城&井上の「A Perfect Sky」                                | SILENT SIREN『チェリボム』                                                 | 岡本姫奈、川﨑桜、中西アルノ、SILENT SIREN                                 | [ 60 ]           |
| 55 | 8月13日        | 奥華子が登場! 井上と「変わらないもの」▽五百城&池田&一ノ瀬&中西が「世界は恋に落ちている」▽岡本&冨里の「ロメオ」!!                              | CHiCO with HoneyWorks『世界は恋に落ちている』                              | 五百城茉央、池田瑛紗、一ノ瀬美空、中西アルノ                               | [ 61 ]           |
| 55 | 8月13日        | 奥華子が登場! 井上と「変わらないもの」▽五百城&池田&一ノ瀬&中西が「世界は恋に落ちている」▽岡本&冨里の「ロメオ」!!                              | LIP×LIP『ロメオ』                                                          | 岡本姫奈、冨里奈央                                                         | [ 61 ]           |
| 55 | 8月13日        | 奥華子が登場! 井上と「変わらないもの」▽五百城&池田&一ノ瀬&中西が「世界は恋に落ちている」▽岡本&冨里の「ロメオ」!!                              | 奥華子『変わらないもの』                                                   | 井上和、奥華子                                                             | [ 61 ]           |
| 56 | 8月20日        | SEAMO登場! 奥田&菅原と「マタアイマショウ」▽五百城&一ノ瀬&小川&冨里が「Wake Me Up!」▽先輩･佐藤璃果「逆夢」                                     | SPEED『Wake Me Up!』                                                       | 五百城茉央、一ノ瀬美空、小川彩、冨里奈央                                   | [ 62 ]           |
| 56 | 8月20日        | SEAMO登場! 奥田&菅原と「マタアイマショウ」▽五百城&一ノ瀬&小川&冨里が「Wake Me Up!」▽先輩･佐藤璃果「逆夢」                                     | King Gnu『逆夢』                                                           | 佐藤璃果                                                                   | [ 62 ]           |
| 56 | 8月20日        | SEAMO登場! 奥田&菅原と「マタアイマショウ」▽五百城&一ノ瀬&小川&冨里が「Wake Me Up!」▽先輩･佐藤璃果「逆夢」                                     | SEAMO『マタアイマショウ』                                                  | 奥田いろは、菅原咲月、SEAMO                                                | [ 62 ]           |
| 57 | 8月27日        | asaco登場! 岡本と「アップルティー」▽池田&小川&菅原が「ナンダカンダ」▽先輩･賀喜遥香「魂のルフラン」                                            | 高橋洋子『魂のルフラン』                                                   | 賀喜遥香                                                                   | [ 63 ]           |
| 57 | 8月27日        | asaco登場! 岡本と「アップルティー」▽池田&小川&菅原が「ナンダカンダ」▽先輩･賀喜遥香「魂のルフラン」                                            | 藤井隆『ナンダカンダ』                                                     | 池田瑛紗、小川彩、菅原咲月                                                 | [ 63 ]           |
| 57 | 8月27日        | asaco登場! 岡本と「アップルティー」▽池田&小川&菅原が「ナンダカンダ」▽先輩･賀喜遥香「魂のルフラン」                                            | 杏沙子『アップルティー』                                                   | 岡本姫奈、asaco                                                            | [ 63 ]           |
| 58 | 9月3日         | キマグレン･クレイ勇輝が登場! 井上&岡本と「LIFE」▽一ノ瀬の「タイヨウのうた」▽五百城&小川&奥田&冨里&中西が「怪獣の花唄」                        | Vaundy『怪獣の花唄』                                                       | 五百城茉央、小川彩、奥田いろは、冨里奈央、中西アルノ                       | [ 64 ]           |
| 58 | 9月3日         | キマグレン･クレイ勇輝が登場! 井上&岡本と「LIFE」▽一ノ瀬の「タイヨウのうた」▽五百城&小川&奥田&冨里&中西が「怪獣の花唄」                        | Kaoru Amane『タイヨウのうた』                                              | 一ノ瀬美空                                                                 | [ 64 ]           |
| 58 | 9月3日         | キマグレン･クレイ勇輝が登場! 井上&岡本と「LIFE」▽一ノ瀬の「タイヨウのうた」▽五百城&小川&奥田&冨里&中西が「怪獣の花唄」                        | キマグレン『LIFE』                                                         | 井上和、岡本姫奈、クレイ勇輝                                               | [ 64 ]           |
| 59 | 9月10日        | BLUE ENCOUNT登場! 井上&小川と「ポラリス」▽岡本「PRIDE」▽菅原の「You're my sunshine」一ノ瀬&井上&岡本&小川のダンスユニット復活                 | 安室奈美恵『You're my sunshine』                                           | 菅原咲月 with レッドソックス                                               | [ 65 ]           |
| 59 | 9月10日        | BLUE ENCOUNT登場! 井上&小川と「ポラリス」▽岡本「PRIDE」▽菅原の「You're my sunshine」一ノ瀬&井上&岡本&小川のダンスユニット復活                 | 今井美樹『PRIDE』                                                          | 岡本姫奈                                                                   | [ 65 ]           |
| 59 | 9月10日        | BLUE ENCOUNT登場! 井上&小川と「ポラリス」▽岡本「PRIDE」▽菅原の「You're my sunshine」一ノ瀬&井上&岡本&小川のダンスユニット復活                 | BLUE ENCOUNT『ポラリス』                                                   | 井上和、小川彩、BLUE ENCOUNT                                               | [ 65 ]           |
| 60 | 9月17日        | 平野綾が登場! 池田&一ノ瀬と「ハレ晴レユカイ」▽奥田の「歌うたいのバラッド」▽井上&中西&川﨑が「Dreamland」                                      | 斉藤和義『歌うたいのバラッド』                                             | 奥田いろは                                                                 | [ 66 ]           |
| 60 | 9月17日        | 平野綾が登場! 池田&一ノ瀬と「ハレ晴レユカイ」▽奥田の「歌うたいのバラッド」▽井上&中西&川﨑が「Dreamland」                                      | BENNIE K『Dreamland』                                                      | 井上和、川﨑桜、中西アルノ                                                 | [ 66 ]           |
| 60 | 9月17日        | 平野綾が登場! 池田&一ノ瀬と「ハレ晴レユカイ」▽奥田の「歌うたいのバラッド」▽井上&中西&川﨑が「Dreamland」                                      | 平野綾、茅原実里、後藤邑子『ハレ晴レユカイ』                               | 池田瑛紗、一ノ瀬美空、平野綾                                               | [ 66 ]           |
| 61 | 10月15日       | クレイジーケンバンド･横山剣が池田&奥田と「タイガー&ドラゴン」▽中西の「三日月」▽一ノ瀬&岡本&菅原が「MONSTER DANCE」▽小川のピアノチャレンジ企画 | KEYTALK『MONSTER DANCE』                                                   | 一ノ瀬美空、岡本姫奈、菅原咲月                                             | [ 67 ]           |
| 61 | 10月15日       | クレイジーケンバンド･横山剣が池田&奥田と「タイガー&ドラゴン」▽中西の「三日月」▽一ノ瀬&岡本&菅原が「MONSTER DANCE」▽小川のピアノチャレンジ企画 | 絢香『三日月』                                                             | 中西アルノ                                                                 | [ 67 ]           |
| 61 | 10月15日       | クレイジーケンバンド･横山剣が池田&奥田と「タイガー&ドラゴン」▽中西の「三日月」▽一ノ瀬&岡本&菅原が「MONSTER DANCE」▽小川のピアノチャレンジ企画 | クレイジーケンバンド『タイガー&ドラゴン』                                  | 池田瑛紗、奥田いろは、横山剣                                               | [ 67 ]           |
| 62 | 10月22日       | 渡辺美奈代と川﨑&冨里「PINKのCHAO」▽菅原&井上&一ノ瀬&小川&奥田&菅原「わがまま 気のまま 愛のジョーク」▽池田「ピンクのモーツァルト」            | 松田聖子『ピンクのモーツァルト』                                           | 池田瑛紗                                                                   | [ 68 ] [ 注 13 ] |
| 62 | 10月22日       | 渡辺美奈代と川﨑&冨里「PINKのCHAO」▽菅原&井上&一ノ瀬&小川&奥田&菅原「わがまま 気のまま 愛のジョーク」▽池田「ピンクのモーツァルト」            | モーニング娘。『わがまま 気のまま 愛のジョーク』                           | 一ノ瀬美空、井上和、小川彩、奥田いろは、菅原咲月                           | [ 68 ] [ 注 13 ] |
| 62 | 10月22日       | 渡辺美奈代と川﨑&冨里「PINKのCHAO」▽菅原&井上&一ノ瀬&小川&奥田&菅原「わがまま 気のまま 愛のジョーク」▽池田「ピンクのモーツァルト」            | 渡辺美奈代『PINKのCHAO』                                                   | 川﨑桜、冨里奈央、渡辺美奈代                                               | [ 68 ] [ 注 13 ] |
| 63 | 10月29日       | ハロウィーンSP!「おどるポンポコリン」▽菅原 & Rakeご本人「100万回の「I love you」」▽五百城&中西「Remember Me」                                 | B.B.クィーンズ『おどるポンポコリン』                                       | 全員                                                                       | [ 70 ]           |
| 63 | 10月29日       | ハロウィーンSP!「おどるポンポコリン」▽菅原 & Rakeご本人「100万回の「I love you」」▽五百城&中西「Remember Me」                                 | MAN WITH A MISSION『Remember Me』                                          | 五百城茉央、中西アルノ                                                     | [ 70 ]           |
| 63 | 10月29日       | ハロウィーンSP!「おどるポンポコリン」▽菅原 & Rakeご本人「100万回の「I love you」」▽五百城&中西「Remember Me」                                 | Rake『100万回の「I love you」』                                            | 菅原咲月、Rake                                                             | [ 70 ]           |
| 64 | 11月5日        | wacci橋口洋平が登場! 奥田と「別の人の彼女になったよ」▽五百城&菅原「恋だろ」▽小川&中西「何度でも」                                             | DREAMS COME TRUE『何度でも』                                               | 小川彩、中西アルノ                                                         | [ 71 ]           |
| 64 | 11月5日        | wacci橋口洋平が登場! 奥田と「別の人の彼女になったよ」▽五百城&菅原「恋だろ」▽小川&中西「何度でも」                                             | wacci『恋だろ』                                                            | 五百城茉央、菅原咲月                                                       | [ 71 ]           |
| 64 | 11月5日        | wacci橋口洋平が登場! 奥田と「別の人の彼女になったよ」▽五百城&菅原「恋だろ」▽小川&中西「何度でも」                                             | wacci『別の人の彼女になったよ』                                            | 奥田いろは、橋口洋平                                                       | [ 71 ]           |
| 65 | 11月12日       | 声優･佐倉綾音と井上「ライオン」▽冨里「月のしずく」▽池田&川﨑&菅原「散歩道」                                                                   | JUDY AND MARY『散歩道』                                                    | 池田瑛紗、菅原咲月、川﨑桜                                                 | [ 72 ]           |
| 65 | 11月12日       | 声優･佐倉綾音と井上「ライオン」▽冨里「月のしずく」▽池田&川﨑&菅原「散歩道」                                                                   | RUI『月のしずく』                                                          | 冨里奈央                                                                   | [ 72 ]           |
| 65 | 11月12日       | 声優･佐倉綾音と井上「ライオン」▽冨里「月のしずく」▽池田&川﨑&菅原「散歩道」                                                                   | May'n / 中島愛『ライオン』                                                 | 井上和、佐倉綾音                                                           | [ 72 ]           |
| 66 | 11月19日       | 海外SPゲスト･シェネルと中西「ビリーヴ」▽小川「まちがいさがし」▽一ノ瀬&岡本&冨里「大切なもの」                                                 | ロードオブメジャー『大切なもの』                                           | 一ノ瀬美空、岡本姫奈、冨里奈央                                             | [ 73 ]           |
| 66 | 11月19日       | 海外SPゲスト･シェネルと中西「ビリーヴ」▽小川「まちがいさがし」▽一ノ瀬&岡本&冨里「大切なもの」                                                 | 菅田将暉『まちがいさがし』                                                 | 小川彩                                                                     | [ 73 ]           |
| 66 | 11月19日       | 海外SPゲスト･シェネルと中西「ビリーヴ」▽小川「まちがいさがし」▽一ノ瀬&岡本&冨里「大切なもの」                                                 | シェネル『ビリーヴ』                                                       | 中西アルノ、シェネル                                                       | [ 73 ]           |
| 67 | 11月26日       | オーイシマサヨシ登場! 川﨑と「君じゃなきゃダメみたい」▽井上&中西「Lemon」▽五百城&奥田「ヒカリへ」                                             | 米津玄師『Lemon』                                                          | 井上和、中西アルノ                                                         | [ 74 ]           |
| 67 | 11月26日       | オーイシマサヨシ登場! 川﨑と「君じゃなきゃダメみたい」▽井上&中西「Lemon」▽五百城&奥田「ヒカリへ」                                             | オーイシマサヨシ『君じゃなきゃダメみたい』                                 | 川﨑桜、オーイシマサヨシ                                                   | [ 74 ]           |
| 67 | 11月26日       | オーイシマサヨシ登場! 川﨑と「君じゃなきゃダメみたい」▽井上&中西「Lemon」▽五百城&奥田「ヒカリへ」                                             | miwa『ヒカリヘ』                                                           | 五百城茉央、奥田いろは                                                     | [ 74 ]           |
| 68 | 12月3日        | 和楽器バンド登場! 池田&井上&川﨑と「千本桜」▽中西&池田「DEPARTURES」▽奥田&菅原&五百城&冨里「WHITE BREATH」                                    | T.M.Revolution『WHITE BREATH』                                             | 奥田いろは、菅原咲月                                                       | [ 75 ]           |
| 68 | 12月3日        | 和楽器バンド登場! 池田&井上&川﨑と「千本桜」▽中西&池田「DEPARTURES」▽奥田&菅原&五百城&冨里「WHITE BREATH」                                    | globe『DEPARTURES』                                                        | 池田瑛紗、中西アルノ                                                       | [ 75 ]           |
| 68 | 12月3日        | 和楽器バンド登場! 池田&井上&川﨑と「千本桜」▽中西&池田「DEPARTURES」▽奥田&菅原&五百城&冨里「WHITE BREATH」                                    | 黒うさP『千本桜（Re-Recording）』                                          | 池田瑛紗、井上和、川﨑桜、和楽器バンド（鈴華ゆう子、町屋）                 | [ 75 ]           |
| 69 | 12月10日       | SAM&DJ KOOが登場!▽池田&一ノ瀬&川﨑「EZ DO DANCE」▽井上&菅原&冨里「イエスタデイ」▽五百城&小川「恋人ごっこ」                                    | Official髭男dism『イエスタデイ』                                           | 井上和、冨里奈央、菅原咲月                                                 | [ 76 ]           |
| 69 | 12月10日       | SAM&DJ KOOが登場!▽池田&一ノ瀬&川﨑「EZ DO DANCE」▽井上&菅原&冨里「イエスタデイ」▽五百城&小川「恋人ごっこ」                                    | TRF『EZ DO DANCE』                                                         | 池田瑛紗、一ノ瀬美空、川﨑桜、B.O.C（SAM&DJ KOO）                          | [ 76 ]           |
| 69 | 12月10日       | SAM&DJ KOOが登場!▽池田&一ノ瀬&川﨑「EZ DO DANCE」▽井上&菅原&冨里「イエスタデイ」▽五百城&小川「恋人ごっこ」                                    | マカロニえんぴつ『恋人ごっこ』                                             | 五百城茉央 小川彩                                                          | [ 76 ]           |
| 70 | 12月17日       | s**t kingz登場! 一ノ瀬&小川が世界的超難ダンス挑戦▽井上「そばにいるね」▽菅原&中西&冨里「君とゲレンデ」                                         | SHISHAMO『君とゲレンデ』                                                   | 冨里奈央、菅原咲月、中西アルノ                                             | [ 77 ]           |
| 70 | 12月17日       | s**t kingz登場! 一ノ瀬&小川が世界的超難ダンス挑戦▽井上「そばにいるね」▽菅原&中西&冨里「君とゲレンデ」                                         | s**t kingz『MORECHAU』                                                     | 一ノ瀬美空、小川彩、shoji（s**t kingz）、kazuki（s**t kingz）              | [ 77 ]           |
| 70 | 12月17日       | s**t kingz登場! 一ノ瀬&小川が世界的超難ダンス挑戦▽井上「そばにいるね」▽菅原&中西&冨里「君とゲレンデ」                                         | 青山テルマ『そばにいるね』                                                 | 井上和                                                                     | [ 77 ]           |
| 71 | 12月24日       | クリスマスSP▽池田&一ノ瀬&井上&小川&川﨑「Merry × Merry Xmas★」▽奥田&中西「雪のクリスマス」▽全員でユニコーン「雪が降る町」                     | E-girls『Merry Merry Xmas』                                                | 池田瑛紗、一ノ瀬美空、井上和、小川彩、川崎桜                               | [ 78 ]           |
| 71 | 12月24日       | クリスマスSP▽池田&一ノ瀬&井上&小川&川﨑「Merry × Merry Xmas★」▽奥田&中西「雪のクリスマス」▽全員でユニコーン「雪が降る町」                     | DREAMS COME TRUE『雪のクリスマス』                                         | 奥田いろは、中西アルノ                                                     | [ 78 ]           |
| 71 | 12月24日       | クリスマスSP▽池田&一ノ瀬&井上&小川&川﨑「Merry × Merry Xmas★」▽奥田&中西「雪のクリスマス」▽全員でユニコーン「雪が降る町」                     | UNICORN『雪が降る町』                                                      | 5期生全員                                                                  | [ 78 ]           |
| 72 | 2025年 1月14日 | 平松愛理登場! 冨里と「部屋とYシャツと私」▽五百城「テルーの唄」▽井上&小川「Winter,again」                                                      | GLAY『Winter,again』                                                       | 井上和、小川彩                                                             | [ 79 ]           |
| 72 | 2025年 1月14日 | 平松愛理登場! 冨里と「部屋とYシャツと私」▽五百城「テルーの唄」▽井上&小川「Winter,again」                                                      | 手嶌葵『テルーの唄』                                                       | 五百城茉央                                                                 | [ 79 ]           |
| 72 | 2025年 1月14日 | 平松愛理登場! 冨里と「部屋とYシャツと私」▽五百城「テルーの唄」▽井上&小川「Winter,again」                                                      | 平松愛理『部屋とYシャツと私』                                              | 冨里奈央、平松愛理                                                         | [ 79 ]           |
| 73 | 1月21日        | GO-BANG'S森若香織と一ノ瀬&菅原「あいにきて I･NEED･YOU!」▽池田&岡本&中西「悲しみは雪のように」▽五百城&川﨑「white key」                        | 鈴木亜美『white key』                                                      | 五百城茉央、川﨑桜                                                         | [ 80 ]           |
| 73 | 1月21日        | GO-BANG'S森若香織と一ノ瀬&菅原「あいにきて I･NEED･YOU!」▽池田&岡本&中西「悲しみは雪のように」▽五百城&川﨑「white key」                        | 浜田省吾『悲しみは雪のように』                                             | 池田瑛紗、岡本姫奈、中西アルノ                                             | [ 80 ]           |
| 73 | 1月21日        | GO-BANG'S森若香織と一ノ瀬&菅原「あいにきて I･NEED･YOU!」▽池田&岡本&中西「悲しみは雪のように」▽五百城&川﨑「white key」                        | GO-BANG'S『あいにきて I・NEED・YOU!』                                      | 一ノ瀬美空、菅原咲月、森若香織                                             | [ 80 ]           |
| 74 | 1月27日        | 「超･乃木坂スター誕生! LIVE」特別編! ▽LIVEの舞台裏に密着! 5期生の絆ドラマ!                                                                    | 「超･乃木坂スター誕生! LIVE」特別編! ▽LIVEの舞台裏に密着! 5期生の絆ドラマ! | 「超･乃木坂スター誕生! LIVE」特別編! ▽LIVEの舞台裏に密着! 5期生の絆ドラマ! | [ 81 ] [ 注 15 ] |
| 75 | 2月4日         | 花*花が登場! 一ノ瀬&冨里と「あ〜よかった」▽奥田「ノンフィクション」▽井上&池田&小川「BLIZZARD」                                                | 松任谷由実『BLIZZARD』                                                     | 池田瑛紗、井上和、小川彩                                                   | [ 82 ]           |
| 75 | 2月4日         | 花*花が登場! 一ノ瀬&冨里と「あ〜よかった」▽奥田「ノンフィクション」▽井上&池田&小川「BLIZZARD」                                                | 花*花『あ〜よかった』                                                      | 一ノ瀬美空、冨里奈央、花*花                                                | [ 82 ]           |
| 75 | 2月4日         | 花*花が登場! 一ノ瀬&冨里と「あ〜よかった」▽奥田「ノンフィクション」▽井上&池田&小川「BLIZZARD」                                                | 平井堅『ノンフィクション』                                                 | 奥田いろは                                                                 | [ 82 ]           |
| 76 | 2月11日        | ヒグチアイ登場! 井上と「悪魔の子」▽川﨑「SWEET MEMORIES」▽小川&一ノ瀬&井上&岡本「Don't wanna cry」                                            | 安室奈美恵『Don't wanna cry』                                              | レッドソックス                                                             | [ 83 ]           |
| 76 | 2月11日        | ヒグチアイ登場! 井上と「悪魔の子」▽川﨑「SWEET MEMORIES」▽小川&一ノ瀬&井上&岡本「Don't wanna cry」                                            | 松田聖子『SWEET MEMORIES』                                                 | 川﨑桜                                                                     | [ 83 ]           |
| 76 | 2月11日        | ヒグチアイ登場! 井上と「悪魔の子」▽川﨑「SWEET MEMORIES」▽小川&一ノ瀬&井上&岡本「Don't wanna cry」                                            | ヒグチアイ『悪魔の子』                                                     | 井上和、ヒグチアイ                                                         | [ 83 ]           |
| 77 | 2月18日        | 石井竜也が登場! 5期生と「浪漫飛行」川﨑&中西&岡本&奥田&冨里と「Shake Hip!」▽小川&菅原「アイノカタチ feat.HIDE (GReeeeN)」                     | GReeeeN『アイノカタチfeat.HIDE』                                           | 小川彩、菅原咲月                                                           | [ 84 ]           |
| 77 | 2月18日        | 石井竜也が登場! 5期生と「浪漫飛行」川﨑&中西&岡本&奥田&冨里と「Shake Hip!」▽小川&菅原「アイノカタチ feat.HIDE (GReeeeN)」                     | 米米CLUB『Shake Hip!』                                                     | 岡本姫奈、奥田いろは、川﨑桜、中西アルノ                                   | [ 84 ]           |
| 77 | 2月18日        | 石井竜也が登場! 5期生と「浪漫飛行」川﨑&中西&岡本&奥田&冨里と「Shake Hip!」▽小川&菅原「アイノカタチ feat.HIDE (GReeeeN)」                     | 米米CLUB『浪漫飛行』                                                       | 5期生全員、石井竜也                                                        | [ 84 ]           |
| 78 | 2月25日        | 3年間の打ち上げパーティー開催! ▽初々しい歌唱姿! メンバーの涙や初ソロ歌唱…懐かしい映像&(秘) 裏話                                               | -                                                                          | -                                                                          | [ 85 ]           |
| 79 | 3月4日         | 打ち上げパーティー後半戦! ▽思い出のパフォーマンスBEST5発表▽全員であの乃木坂曲を大熱唱▽オズワルド生漫才                                        | 乃木坂46「おひとりさま天国」                                               | 5期生全員                                                                  | [ 86 ]           |
| 80 | 3月11日        | 五百城&池田&奥田&川﨑「デイ･ドリーム･ビリーバー」▽一ノ瀬&小川「未来予想図Ⅱ」▽全員でMONGOL800「あなたに」▽感動のフィナーレ                     | ザ・タイマーズ『デイドリーム・ビリーバー』                                 | 五百城茉央、池田瑛紗、奥田いろは、川﨑桜                                   | [ 87 ]           |
| 80 | 3月11日        | 五百城&池田&奥田&川﨑「デイ･ドリーム･ビリーバー」▽一ノ瀬&小川「未来予想図Ⅱ」▽全員でMONGOL800「あなたに」▽感動のフィナーレ                     | DREAMS COME TRUE『未来予想図II』                                           | 一ノ瀬美空、小川彩                                                         | [ 87 ]           |
| 80 | 3月11日        | 五百城&池田&奥田&川﨑「デイ･ドリーム･ビリーバー」▽一ノ瀬&小川「未来予想図Ⅱ」▽全員でMONGOL800「あなたに」▽感動のフィナーレ                     | MONGOL800『あなたに』                                                      | 5期生全員                                                                  | [ 87 ]           |

### 放送時間
| 放送期間                      | 放送日時                     | 放送局         | 対象地域   | 備考      |
| ----------------------------- | ---------------------------- | -------------- | ---------- | --------- |
| 2024年4月30日 - 2025年3月11日 | 火曜 1:29 - 1:59（月曜深夜） | 日本テレビ     | 関東広域圏 | 制作局    |
|                               |                              | 福岡放送       | 福岡県     | [ 注 21 ] |
| 2024年4月30日 - 2025年3月18日 |                              | ミヤギテレビ   | 宮城県     |           |
| 2024年4月30日 - 2025年3月25日 |                              | 山梨放送       | 山梨県     |           |
| 2024年4月30日 - 2024年7月23日 |                              | 四国放送       | 徳島県     | [ 注 22 ] |
| 2024年5月4日 - 2025年3月22日  | 土曜 1:59 - 2:29（金曜深夜） | 北日本放送     | 富山県     |           |
| 2024年5月5日 - 2025年5月4日   | 日曜 2:25 - 2:55（土曜深夜） | 中京テレビ放送 | 中京広域圏 | [ 注 23 ] |
| 2024年5月15日 - 2025年3月19日 | 水曜 0:59 - 1:29（火曜深夜） | テレビ新潟     | 新潟県     |           |

### スタッフ
- 企画プロデュース：秋元康[44]
- ナレーション：じんぼぼんじ
- 構成：三田卓人、橋本圭太朗、須長晋之介
- TM：今村公威（#41 - 46）、大越克人（#47 - 77・80）
- SW：萩野高康（#41 - 44・53 - 57・59・60、#45 - 48・58・61 - 64・68 - 70はカメラ）、早川智晃（#45 - 48、#53 - 55はカメラ）
- CAM：中村哲也（#41 - 44、#49 - 52・58・61 - 64・66 - 77・80はSW）、髙野信彦（#49 - 52・56・57・59・60・65 - 67・71 - 77・80）、山田大輔（#78・79）、石渡祐二（#78・79）
- AUD：植松一哉（#78・79）
- VE：佐々木謙太（#41 - 64）、北岡大輔（65 - 67）、笈川太（#68 - 73）向山江梨佳（#74 - 77・80）
- MIX：宮内貞
- 技術協力：NiTRO
- 照明：栗山真純（日テレアート）
- 美術：髙野泰人（日テレアート）
- 編集：塩原裕弥（Eno Studio）
- MA：岡村奈央（casinodrlve）
- 音効：佐藤裕二（KRエンタープライズ）
- 音楽：カンケ[44]
- 振付：高田あゆみ
- 編曲：鈴木マサキ、Yuki Nakano、根岸和寿
- コーラス：橋本みゆき、勝桂子、洸美-hiromi-
- 宣伝：佐野絵梨
- デスク：二宮愛
- タイトル：熊谷千恵子
- 衣装協力：Desigual.（#42）
- 撮影協力：男装ユニットウィズプラス（#55）
- チーフディレクター：福田達朗
- ディレクター：松本匡貴、永田香織、髙野志織（#41 - 48）、小室貴哉、川西瑛太、大内実夢、神田綾乃（#41 - 73）、中野渡香乃（#62 - 65）、増井かるな（#62 - 80）、竹内愛雅（#68 - 80）、真船潤（#74）
- 制作：南波昌人[44]
- プロデューサー：毛利忍、植野浩之、増田俊二郎、大脇光貴[1]、八木田祐子、正木明日香、塩出正樹（#42 - 80）
- 演出：佐藤正樹[44]
- 企画制作：日本テレビ[44]
- 制作協力：サルベージ[44]
- 制作著作：「超・乃木坂スター誕生!」製作委員会[注 24][44]

## 関連商品
| ＃ | リリース日             | タイトル                    | 形態        | レーベル | 規格品番   | 封入特典 | 収録映像                         | 映像特典 | 脚注          |
| -- | ---------------------- | --------------------------- | ----------- | -------- | ---------- | --- | -------------------------------- | --- | ------------- |
| 1  | 2024年4月10日          | 超・乃木坂スター誕生!       | Blu-ray BOX | vap      | VPXF-72062 | フォトブックレット：40P オリジナル生写真ランダム6種                                                               | 本編Disc2枚+特典Disc3枚+特典映像 | メイキング映像（歌）、メイキング映像（スキット）、未公開映像、スタジオのメンバーリアクション全部見せます!、超・乃木坂スター誕生!5期生の挑戦＃1〜＃20  | [ 88 ] [ 89 ] |
| 2  | 2024年9月25日          | 超・乃木坂スター誕生! 第2巻 | Blu-ray BOX | vap      | VPXF-72063 | フォトブックレット：40P オリジナル生写真ランダム22種                                                              | 本編Disc2枚+特典Disc3枚+特典映像 | メイキング映像（歌）、メイキング映像（スキット）、未公開映像、スタジオのメンバーリアクション全部見せます!、超・乃木坂スター誕生!5期生の挑戦＃21〜＃40 | [ 88 ] [ 89 ] |
| 3  | 2025年4月23日          | 超・乃木坂スター誕生! 第3巻 | Blu-ray BOX | vap      | VPXF-72096 | フォトブックレット：40P オリジナル生写真 ランダム3種封入（全11種） オリジナルA3ポスター ランダム3種封入（全11種） | 本編Disc2枚+特典Disc3枚+特典映像 | メイキング映像、未公開映像、なごませスター誕生！もっと見せます！、超・乃木坂スター誕生！5期生の挑戦#41〜#60                                           | [ 90 ] [ 89 ] |
| 4  | 2025年10月22日（予定） | 超・乃木坂スター誕生! 第4巻 | Blu-ray BOX | vap      | VPXF-72137 | フォトブックレット：40P オリジナル生写真 ランダム3種封入（全11種） オリジナルA3ポスター ランダム3種封入（全11種） | 本編Disc2枚+特典Disc3枚+特典映像 | メイキング映像、未公開映像、なごませスター誕生！もっと見せます！、超・乃木坂スター誕生！5期生の挑戦#61〜#80                                           | [ 91 ] [ 89 ] |

## 関連イベント
- 超・乃木坂スター誕生!LIVE（2023年12月16日・17日、国立代々木競技場第一体育館）[92]
  - メンバー：5期生、梅澤美波（16日）、筒井あやめ（17日昼）、与田祐希（17日夜）[92][93]。
- 超・乃木坂スター誕生!LIVE（2024年11月2日・3日、横浜アリーナ）[94][95][注 25]
  - メンバー：5期生、一青窈（2日）、SILENT SIREN（3日昼）、ゴスペラーズ（3日夜）[99]。